# Tommy Dahlman
Rolf Rune Tommy Dahlman (folkbokförd Dalman), född 7 oktober 1965 i Steneby församling, Älvsborgs län, är en svensk författare, krönikör, inspiratör, föreläsare och evangelist.

## Biografi
Tommy Dahlman är son till Bo Dahlman och Ulla-Gun, född Johannesson, och växte upp i Billingsfors i Dalsland. 
Dahlman var från 1990-talet pingstevangelist som 1995 började frilansa som talare och föredragshållare på heltid, och övergick till att arbeta med samtal och seminarier med till exempel föreläsningar om krishantering och ledarskap. 1997 skrev han sin första bok "Att hålla huvudet kallt när det är hett om öronen", och har därefter skrivit ytterligare omkring femton böcker. Hans böcker har gått ut i över 100 000 exemplar, och några har översatts till norska.
2006 inledde Dahlman ett samarbete med Laila Westersund i dialoger under temat "Dimmorna lyfter". 2009 medverkade han i SVT:s Helgmålsringning från Mölle kyrka.
I samband med SAAB:s konkurs i Trollhättan 2011 tog Dahlman initiativ till arrangemanget "Positiv - en arena med aspekt på livet" där han i samverkan med lokala näringsidkare, kyrkfolk och politiker skapade en serie "peppningsevent" för nedslagna trollhättebor med estradsamtal med bland annat Annika Östberg, Marcus Birro, Agneta Sjödin och Anders Borg som gäster.
Dahlman var kontorsansvarig på Fonus begravningsbyrå i Trollhättan 2008–2012. 2013 predikade han under fyra söndagar i TV-gudstjänster som sändes i SVT 2 från Karlstorpskyrkan i Trollhättan.

### Uttalande om homosexualitet
Den 9 april 2015 var Dahlman en av tjugotvå pingstpastorer som undertecknade en debattartikel i tidningen Dagen som bland annat slog fast att "Bibeln är tydlig om homosexualitet - det är en synd".

### Uppdrag för Kanal 10
I april 2015 blev Dahlman chefredaktör för nyhetstidningen Inblick som är ett dotterbolag i Kanal 10 Media AB. Dahlman dömdes i februari 2016 för grovt rattfylleri, vilket bidrog till att han först tillfälligt samt den 30 juni 2016 slutgiltigt lämnade sin anställning på Kanal 10 Media AB. Han har efter detta varit verksam bland annat som konferencier och talare i kyrkliga sammanhang.
Den 7 maj 2018 blev Tommy Dahlman anställd som marknadschef på Kanal 10. Den 14 maj 2019 fastnade han i en poliskontroll då han körde påverkad av alkohol och blev senare dömd för grovt rattfylleri för andra gången. Strax efter denna dom meddelade Kanal 10 att hans offentliga uppdrag pausades och att Tommy Dahlman skulle genomgå kognitiv terapi. I november 2019 meddelades att han sagts upp som marknadschef på Kanal 10.

### Uppdrag för Divine Favour Mission
Från februari 2020 var Dahlman marknadschef i missionsorganisationen Divine Favour Mission, men lämnade denna befattning i juni 2020 efter att han den 29 maj 2020 fått ett strafföreläggande för köp av sexuell tjänst den 20 november 2019. Dahlman medgav inledningsvis att han befunnit sig på den aktuella adressen, men nekade till anklagelse om sexköp. Konfronterad med sms-historik med en rumänsk kvinna och hennes utpekande av Dahlman samt DNA-spår i en kondom från soporna i den aktuella lägenheten erkände Dahlman i ett tredje förhör och accepterade i juni 2020 ett strafföreläggande för sexköp.
Dahlman återkom i januari 2021 till Divine Favour Mission som media- och TV-ansvarig. I mars 2022 uppstod turbulens i Divine Favour Missions styrelse, vilket ledde till att hela styrelsen krävde Dahlmans avgång. Någon dag senare avgick hela styrelsen utom Dahlman. Divine Favour Mission bytte sedan namn till Uppdrag Världen under Dahlmans ledning.